# William Holman Hunt
 William Holman Hunt (Londres, 2 de Abril de 1827 — Londres, 7 de Setembro de 1910) foi um pintor inglês e um dos fundadores da Irmandade Pré-Rafaelita. Suas pinturas eram notáveis por sua grande atenção aos detalhes, cores vivas e simbolismo elaborado. Essas características foram influenciadas pelos escritos de John Ruskin e Thomas Carlyle, segundo os quais o próprio mundo deve ser lido como um sistema de signos visuais. Para Hunt, era dever do artista revelar a correspondência entre signo e fato. De todos os membros da Irmandade Pré-Rafaelita, Hunt permaneceu mais fiel a seus ideais ao longo de sua carreira. Ele sempre quis maximizar o apelo popular e a visibilidade pública de suas obras.

## Biografia
Nasceu em Cheapside, cidade de Londres, como William Hobman Hunt, filho do gerente de armazém William Hunt (1800–1856) e Sarah (c. 1798–1884), filha de William Hobman, de Rotherhithe Hunt adotou o nome "Holman" em vez de "Hobman", quando descobriu que um funcionário havia escrito o nome errado dessa forma após seu batismo na igreja anglicana de Santa Maria, a Virgem, Ewell. A família Hobman era rica e pensava-se que Sarah havia feito um casamento desigual. Depois de finalmente entrar nas escolas de arte da Royal Academy, tendo inicialmente sido rejeitado, Hunt se rebelou contra a influência de seu fundador Sir Joshua Reynolds. Ele formou o movimento pré-rafaelita em 1848, após conhecer o poeta e artista plástico Dante Gabriel Rossetti. Junto com John Everett Millais, eles procuraram revitalizar a arte, enfatizando a observação detalhada do mundo natural em um espírito de devoção quase religiosa à verdade. Essa abordagem religiosa foi influenciada pelas qualidades espirituais da arte medieval, em oposição ao alegado racionalismo da Renascença encarnado por Rafael. Ele teve muitos alunos, incluindo Robert Braithwaite Martineau.
Hunt se casou duas vezes. Depois de um noivado fracassado com sua modelo Annie Miller, em 1861 ele se casou com Fanny Waugh, que mais tarde modelou para a figura de Isabella. Quando, no final de 1866, ela morreu de parto na Itália, ele esculpiu seu túmulo em Fiesole, mandando-o descer para o Cemitério Inglês em Florença, ao lado do túmulo de Elizabeth Barrett Browning. Ele tinha uma ligação estreita com a Igreja de São Marcos em Florença e pagou pelo cálice da comunhão inscrito em memória de sua esposa. Sua segunda esposa, Edith, era a irmã mais nova de Fanny. Na época, era ilegal na Grã-Bretanha para se casar com sua falecida irmã da esposa, de modo que os dois viajaram para o exterior e se casou em Neuchâtel (na Suíça) em novembro de 1875. Isto levou a um grave conflito com outros membros da família, nomeadamente o seu antigo colega pré-rafaelita Thomas Woolner, que já havia se apaixonado por Fanny e se casou com a irmã do meio, Alice Waugh.
Ele alcançou algum reconhecimento inicial por suas cenas intensamente naturalistas da vida rural e urbana moderna, como The Hireling Shepherd e The Awakening Conscience. No entanto, foi por suas pinturas religiosas que ele se tornou famoso, inicialmente The Light of the World (1851-1853), agora na capela do Keble College, Oxford, Inglaterra; uma versão posterior (1900) percorreu o mundo e agora tem sua casa na Catedral de São Paulo, em Londres, Inglaterra.
Em meados da década de 1850, Hunt viajou para a Terra Santa em busca de material topográfico e etnográfico preciso para outras obras religiosas e para empregar seus "poderes para tornar mais tangíveis a história e os ensinamentos de Jesus Cristo"; lá ele pintou O bode expiatório, A descoberta do Salvador no templo e A sombra da morte, juntamente com muitas paisagens da região. Hunt também pintou muitas obras baseadas em poemas, como Isabella e The Lady of Shalott. Ele acabou construindo sua própria casa em Jerusalem.
Ele acabou tendo que abandonar a pintura porque a visão deficiente significava que ele não poderia alcançar a qualidade que desejava. Suas últimas obras importantes, incluindo uma grande versão de A Luz do Mundo pendurada na Catedral de São Paulo, em Londres, foram concluídas com a ajuda de seu assistente, Edward Robert Hughes.

## Galeria

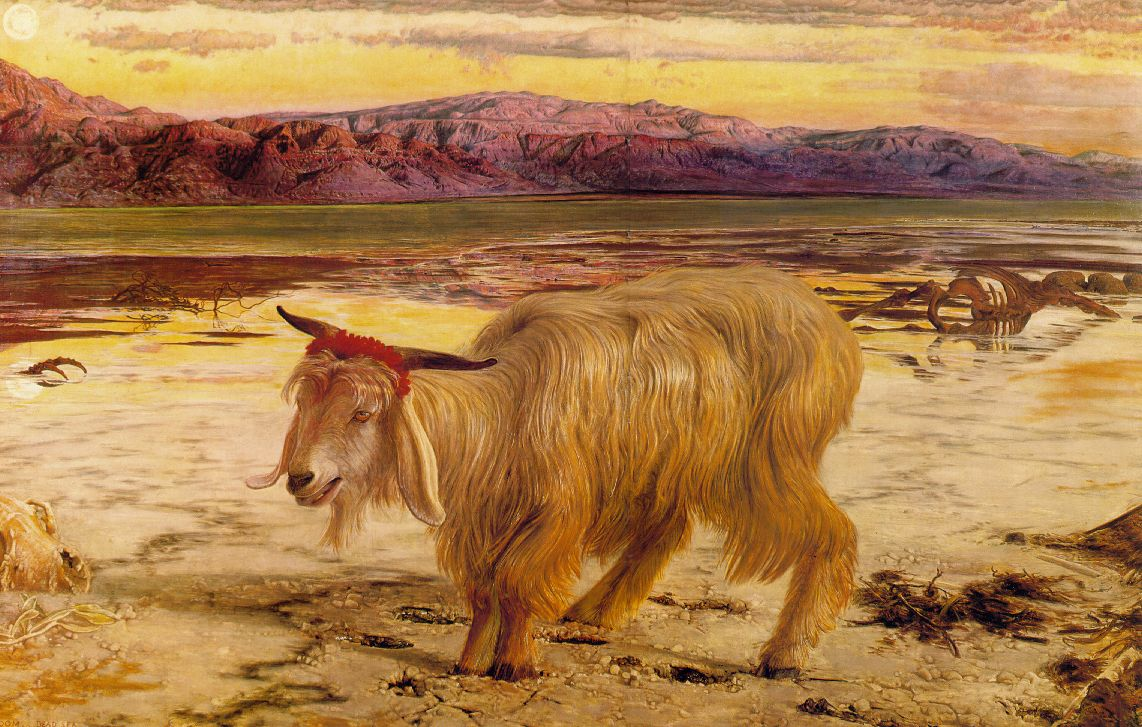
The Scapegoat Óleo sobre tela, 1854, Lady Lever Art Gallery
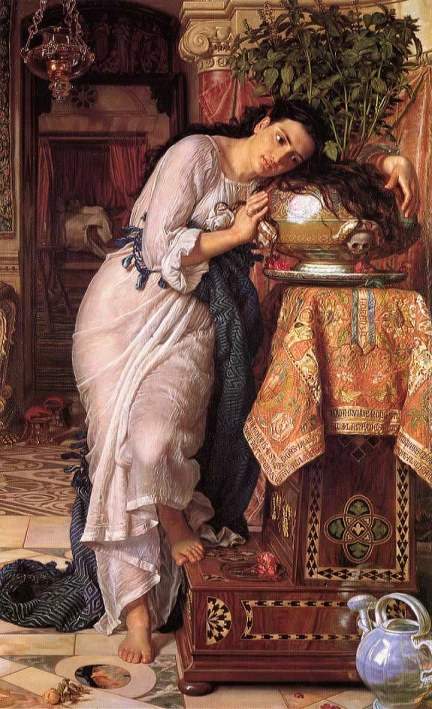
Isabella and the Pot of Basil Óleo sobre tela, 1867
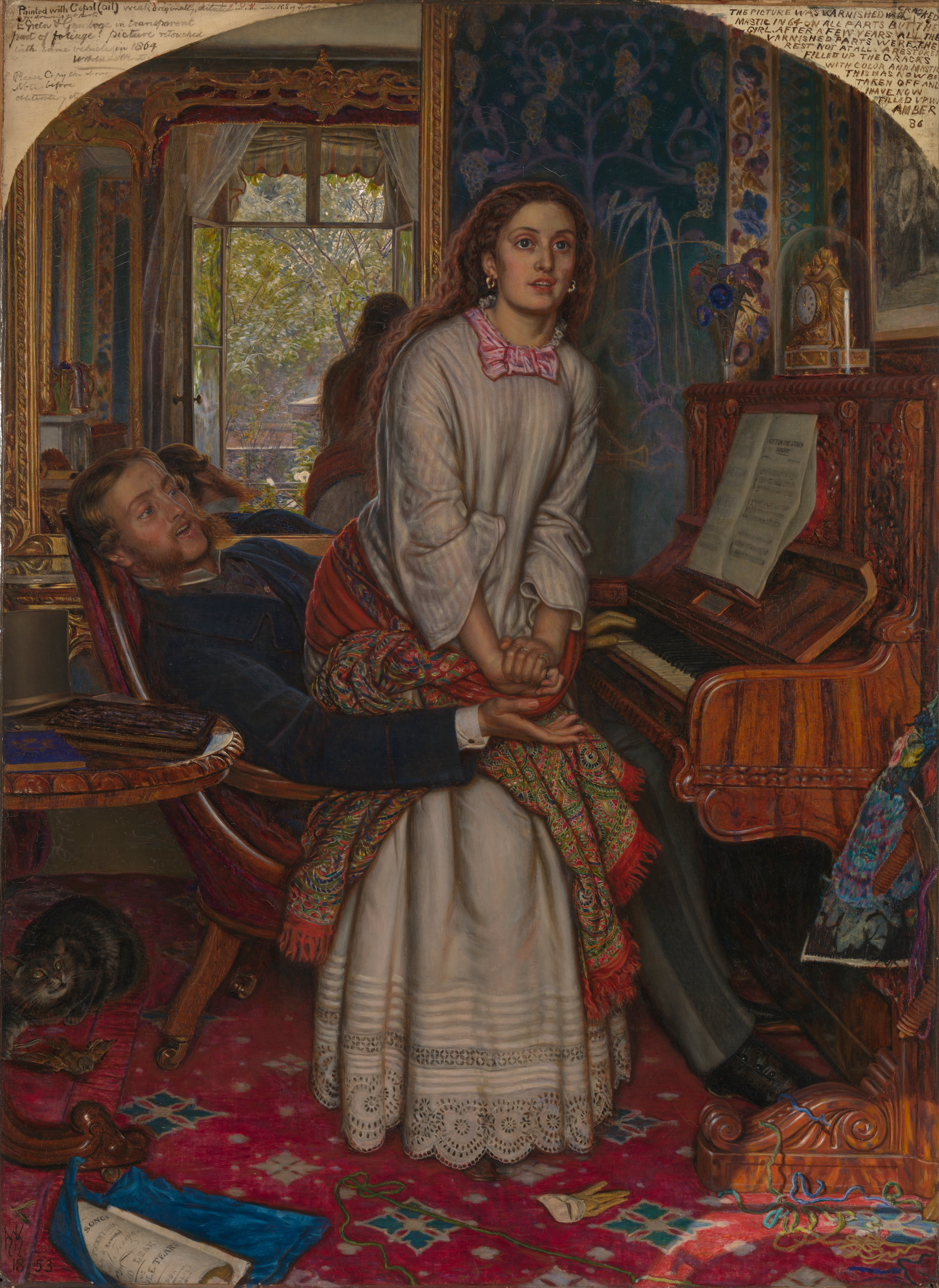
The Awakening Conscience Óleo sobre tela, 1853
The Hireling Shepherd, 1851, City of Manchester Art Galleries, Manchester
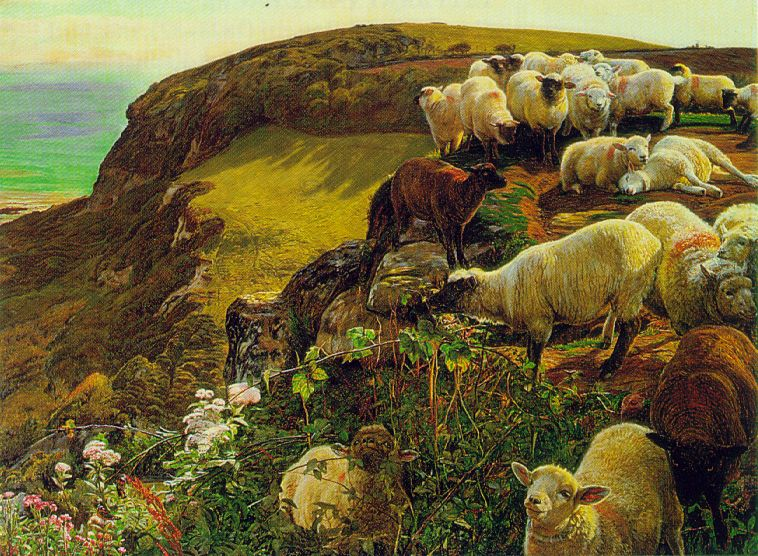
On English Coasts, Óleo sobre tela, 1852